# Египтологический алеф
Ꜣ, ꜣ (алеф, египтологический алеф, также хамза, в стандартном алфавите Лепсиуса — айн) — буква расширенной латиницы, используемая в египтологии для транслитерации иероглифа 
| A |

.

## Использование
Буква использовалась Карлом Рихардом Лепсиусом в его стандартном алфавите для обозначения [ʕ] и транслитерации обозначающих его букв — аин (ע) в еврейском письме, э (ܥ) в сирийском письме, айн (ع) в арабском письме, айн (ዐ) в эфиопском письме (амхарский язык и геэз). Лепсиус описывает эту букву как двойное псили. Карл Фаулманн использует букву аналогичным образом в книге Das Buch der Schrift. Также использовалась в других транскрипциях семитских языков, в частности, у Фридриха Эдуарда Кёнига для обозначения еврейской буквы аин (ע).

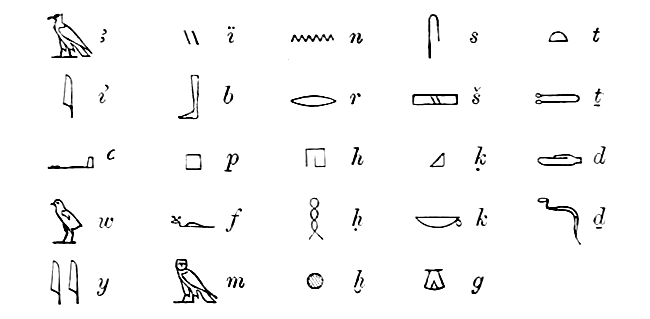
Таблица транслитерации египетских иероглифов в журнале Zeitschrift für ägyptische Sprache und Alterthumskunde, 1889 год.

В египтологии используется для передачи иероглифа 𓄿 (алеф), обозначающего звук [ʔ], в частности, в научном журнале Zeitschrift für Ägyptische Sprache und Altertumskunde начиная с 1889 года (заменила ранее использовавшуюся a), у Алана Хендерсона Гардинера (1927) и у Райнера Ханнига (1995).
По техническим причинам вместо данной буквы может использоваться буква йоуг (ȝ), зеркальный эпсилон (ɜ) или цифра три (3).